# Кобяков, Иван Григорьевич
Иван Григорьевич Кобяков (21 января 1917, село Красная Слобода, Орловская губерния — 2 декабря 1993, Казань) — советский военачальник, участник советско-финской и Великой Отечественной войн, Герой Советского Союза (1944). Генерал-майор танковых войск (1963).

## Молодость
Родился 21 января 1917 года в семье служащего. Русский. Окончил 7 классов.
В 1936 году поступил в медицинский техникум в городе Орджоникидзеград (Бежица, ныне в черте Брянска).
После окончания Брянского медицинского техникума три года работал фельдшером горздравотдела в городе Архангельск.

## Военная служба
В сентябре 1939 года призван в ряды РККА. Медицинская специальность во время призыва была учтена, и Кобяков стал фельдшером 118-го стрелкового полка 54-й горно-стрелковой дивизии 9-й армии.

### Советско-финская война
30 ноября 1939 года началась советско-финская война, 54-й горно-стрелковой дивизии начала наступление в направлении населённого пункта Реболы. 12 декабря у Кобякова появились первые раненые — произошёл бой в дефиле озёр Алаярви и Саунаярви. В 20-х числах декабря на финской территории наше продвижение было приостановлено. Вскоре лыжные отряды финнов, обойдя дивизию, устроили завалы на дорогах и полностью отрезали её от своих войск. В этой критической ситуации фельдшер Кобяков не только мужественно выполнял свои обязанности, но и участвовал в оборонительных боях. Оказавшись на берегу озера Сауна-ярви, он всё время оказывал посильную помощь многочисленным раненым и обмороженным. Весь февраль и половину марта 1940 года товарищи Кобякова и он сам стойко удерживали свои позиции. Ни одна из попыток за эти 46 дней полного окружения деблокирования извне не увенчалась успехом. И лишь только окончание войны вследствие удачных действий нашей армии по прорыву «линии Маннергейма» на Карельском перешейке спасло оставшихся в живых бойцов 54-й горно-стрелковой дивизии от верной гибели. При возвращении к своим военфельдшер Кобяков был одним из немногих, кто был не ранен и не обморожен во время этого похода.
После боёв в Карелии дивизию вывели в Ленинградский военный округ. В июне 1940 года Кобяков поступил в Ленинградское стрелково-пулемётное училище, которое в звании лейтенанта окончил в следующем, 1941 году.

### Великая Отечественная война
В Великой Отечественной войне с августа 1941 года. Немецкие войска, наступая из района Новгорода, прорвались к крепости Шлиссельбург. Здесь от устья Невы у Ладожского озера до Колпино путь к Ленинграду им закрыли войска 55-й армии Ленинградского фронта, в которой на должности начальника штаба батальона 2-го стрелкового полка 1-й дивизии Ленинградского ополчения сражался лейтенант Кобяков. В августе он стал командиром взвода и вскоре заместителем командира пулемётной роты.  Вскоре после гибели командира он возглавил роту. Пулемётчики под его командованием стойко держали оборону в районе Невской Дубровки. В сентябре 1941 года был ранен, эвакуирован в госпиталь в Ижевск. В конце октября вернулся на фронт адъютантом старшим батальона 1207-го стрелкового полка 22-й гвардейской стрелковой дивизии, но в одном из боёв в декабре 1941 года лейтенант Кобяков вновь был тяжело ранен и самолётом вывезен в госпиталь в Москву.
В конце января 1942 года лейтенант Кобяков был направлен в 173-ю стрелковую дивизию 49-й армии Западного фронта, где был назначен заместителем командира стрелкового батальона 1311-го стрелкового полка. В это время развивалась Ржевско-Вяземская операция. Но пробить брешь к сражающимся в окружении южнее Вязьмы войскам 33-й армии и 1-го гвардейского кавалерийского корпуса не удалось. Более того, в феврале 1942 года части самой 173-й стрелковой дивизии были окружены вражескими войсками на Варшавском шоссе южнее Юхнова. И снова Кобякову пришлось более 2-х месяцев сражаться в окружении и полуокружении, причём, снова в зимнем. Во время этих боёв он возглавил свой стрелковый батальон, в марте 1942 года ему было присвоено звание старшего лейтенанта, а 10 апреля 1942 года он получил второе тяжёлое ранение и был эвакуирован в госпиталь.
В июле 1942 года старший лейтенант Кобяков вышел из госпиталя, он получил направление в 22-й танковый корпус 4-й танковой армии, где был назначен командиром мотострелкового батальона в составе 22-й мотострелковой бригады, которая была выдвинута на правый берег Дона в район станицы Трёхостровской для обороны переправ. Сильнейший удар частей 4-х пехотных, одной моторизованной и одной танковой дивизий противника пришёлся 15 августа 1942 года по позициям дивизии. За четыре дня кровопролитных боёв большинство бойцов дивизии погибли, в батальоне Кобякова пали замполит Володин, все командиры рот, многие командиры взводов и многие бойцы. Подразделения вынуждены были уходить за Дон, и гитлеровцам именно в районе Трёхостровской и Нижнего Акатова удалось захватить плацдарм, необходимый для наступления на Сталинград. Остатки батальона Кобякова и других частей 22-й мотострелковой бригады были оттеснены севернее, и они конец августа и весь сентябрь 1942 года вели тяжёлые бои в районе посёлка Вертячий и устья реки Иловля.
В октябре 1942 года старшего лейтенанта Кобякова назначили командиром мотострелкового батальона 14-й мотострелковой бригады 26-го танкового корпуса.
19 ноября 1942 года после окончания артподготовки бригады 26-го такового корпуса с донского плацдарма в районе станицы Клетской начали стремительное наступление, разгромив части 14-й пехотной дивизии противника, правофланговые бригады начали быстро продвигаться, и к рассвету 20 ноября, пройдя 35 км, они подошли к хутору Перелазовскому. Успех боя у хутора Перелазовского обеспечили быстрота и смелый манёвр во фланг и тыл обороняющемуся противнику, умелые действия мотострелков. Удар был настолько внезапным и сильным, что солдаты и офицеры противника начали большими группами сдаваться в плен. Батальон Кобякова в бою за Перелазовский пленил наибольшее количество гитлеровцев. В последующие дни остриё направления наступления было направлено на город Калач. При этом чрезвычайно важно было не дать противнику разрушить единственную переправу севернее Калача. Для её захвата был сформирован специальный передовой отряд в составе двух мотострелковых рот 14-й мотострелковой бригады под командованием старшего лейтенанта Кобякова, пяти танков 157-й танковой бригады и бронемашин 15-го отдельного разведывательного батальона. Отряд успешно справился с поставленной задачей, быстро выдвинулся к Берёзовскому, уничтожил вражескую охрану, овладел мостом и вышел на левый берег Дона, после чего перешёл к обороне и удерживал переправу до подхода главных сил корпуса. Воспользовавшись этой переправой, через два дня, 24 ноября 1942 года, преследуя отходящего противника по восточному берегу Дона, части 4-го танкового корпуса в районе посёлка Советский соединились с частями 4-го механизированного корпуса Сталинградского фронта, завершив полное окружение гитлеровской группировки Паулюса в Сталинграде. За отличие в ходе этой операции «Уран» 8 декабря 1942 года 26-й танковый корпус стал 1-м гвардейским и получил почётное наименование «Донского», 14-я мотострелковая бригада соответственно стала 1-й гвардейской, а командир мотострелкового батальона Кобяков был награждён орденом Красной Звезды, ему также было присвоено воинское звание капитан.
В дальнейшем 1-й гвардейский танковый корпус вошёл в состав 21-й армии Донского фронта и участвовал в создании сплошного внутреннего фронта окружения гитлеровской группировки. Батальон гвардии капитана Кобякова в декабре 1942 года участвовал в боях на рубежах обороны противника в районе пяти курганов, сёл Карповка, Мариновка, овладев несколькими высотами. Во время оперативной паузы, вызванной активизацией действий гитлеровцев на внешнем фронте окружения, 1-й гвардейский танковый корпус был выведен в резерв.
17 февраля 1943 года в ходе Харьковской оборонительной операции 1-я гвардейская мотострелковая бригада 1-го гвардейского танкового корпуса, в которую входил батальон гвардии капитана Кобякова, совместно с танкистами вышла на рубеж Павлоград — Красноград. 20 февраля 1943 года овладела селом Хорошево (10 км северо-западнее станции Синельниково) и продолжали наступать на Днепропетровск. Вскоре был освобождён город Новомосковск. Это была самая западная точка продвижения наших войск во время зимнего наступления 1942-43 годов. Так, ещё в феврале 1943 года комбат Кобяков был всего в каких-то 25 км от Днепропетровска. Однако на флангах и в тылу танковых корпусов сложилась неблагоприятная обстановка, вызванная контрударами 4-й танковой армии врага. В ночь на 21 февраля 2-й танковый корпус СС из района Краснограда нанёс удар в южном направлении, прошел по тылам 6-й армии и овладел Павлоградом. Утром 22 февраля из района Чаплино на Павлоград удар нанёс 48-й танковый корпус. В связи с этим 1-й гвардейский и 25-й танковые корпуса вынуждены были прекратить наступление и начать отход к Северскому Донцу. Сложились исключительно тяжёлые условия. Противник имел значительное численное превосходство, его авиация господствовала в воздухе и непрерывно наносила удары. В наших соединениях и частях горючее и боеприпасы были на исходе. В эти дни особо отличились мотострелки. Батальон гвардии капитана Кобякова на всём протяжении отхода отражал яростные контратаки вражеских танков, наносил врагу ощутимый урон. Благодаря героическим действиям мотострелков, бригады корпуса не попали в окружение и, сохранив большую часть танков, отошли за Северский Донец. Несмотря на потерянные территории, героизм советских бойцов был оценен командованием, и гвардии капитан Кобяков в числе многих других был награждён боевой наградой — на этот раз орденом Красного Знамени.
После непродолжительного отдыха и пополнения 1-й гвардейский танковый корпус был передан в состав Брянского фронта и передислоцировался в район посёлка Новосиль в самую западную точку орловского выступа Курской дуги. В июле 1943 года началась Курская битва, в оборонительном сражении которой участвовали другие танковые части. Но когда наши войска, выстояв в обороне, перешли в наступление, пришло время и для танкистов Донского корпуса.
18 июля 1943 года батальон гвардии капитана Кобякова устремился вперёд и обеспечил прорыв обороны врага для ввода всего 1-го гвардейского танкового корпуса. Освобождая совместно с танкистами один населённый пункт за другим, батальон продвинулся на 22 км, выйдя к реке Олешня. Здесь продвижение было приостановлено. В этих и дальнейших боях комбат проявил исключительный героизм, всё время находясь в передовых подразделениях и непосредственно участвуя в огневом бою. В начале августа 1943 года батальон Кобякова продолжил наступление и первым в своём корпусе совместно со стрелковыми подразделениями 3-й армии ворвался на улицы города Орёл. В уличных боях комбат участвовал как рядовой автоматчик, выбивая гитлеровцев из зданий и укреплений. 5 августа 1943 года Орёл был полностью освобождён. За мужество и героизм, проявленные в Орловской операции гвардии капитан Кобяков был награждён орденом Ленина. Так же ему было присвоено звание гвардии майора.
В августе-сентябре 1943 года мотострелковый батальон Кобякова прошёл с боями по территории Орловской и Брянской областей, участвовал в прорыве обороны противника в районе села Шаблыкино, освобождении райцентров Навля, Почеп, Сураж и вышел на реку Сож. Враг упорно оборонял город Гомель, и прямое наступление на него не удавалось. Но в октябре 1943 года войсками 65-й армии в районе посёлка Лоев был завоёван плацдарм на Днепре, и командование Белорусского фронта решило с него нанести главный удар. На плацдарм был переправлен и 1-й гвардейский танковый корпус. 10 ноября 1943 года началась Гомельско-Речицкая, а за ней — Калинковичско-Мозырская операции. Уже на следующий день в прорыв был введён 1-й гвардейский танковый корпус, который стремительным ударом рассёк глубину вражеских войск и перерезал железную дорогу Гомель — Калинковичи. Батальон гвардии майора Кобякова в этой операции наступал непосредственно на город Речица и участвовал в уличных боях. 18 ноября 1943 года Речица была освобождена, за что 1-я гвардейская мотострелковая бригада получила почётное наименование «Речицкой», а комбат Кобяков был награждён орденом Отечественной войны 2-й степени.
В дальнейшем Донской танковый корпус был перенацелен на город Калинковичи. В этих боях батальон Кобякова на подступах к городу участвовал в овладении деревнями Кошичи, Козловичи и 14 января 1944 года вслед за бойцами 61-й армии ворвался в Калинковичи. В тот же день этот белорусский город был полностью освобождён, и 1-я гвардейская мотострелковая бригада, бойцы которой внесли значительный вклад в уничтожение гитлеровцев в уличных боях в городе, стала называться «Калинковичско-Речицкой».
В апреле 1944 года 1-й гвардейский танковый корпус вошёл в состав ударной группировки 1-го Белорусского фронта, готовящегося к операции «Багратион». В 7 часов утра 24 июня 1944 года батальон гвардии майора Кобякова стремительно двинулся к переднему краю врага. За день боя им и другими подразделениями были прорваны все 5 линий вражеских траншей, и батальон продвинулся на 7 км. Это дало возможность ввести танки корпуса в прорыв, и бригады устремились вперёд. 1-й гвардейской мотострелковой и 15-й гвардейской танковым бригадам было приказано овладеть станциями Чёрные Броды и Пильня, где располагалась база снабжения всей паричской группировки врага. Там оборонялись части 35-й пехотной дивизии, охранные батальоны, бронепоезд, до 20 танков. 25 июня в середине дня батальон Кобякова на танках ворвался на станцию Пильня. В этом бою его мотострелками было уничтожено до 200 гитлеровцев и захвачено много трофеев, а один из танков таранил бронепоезд. 26 июня батальон Кобякова продвинулся ещё на 30 км и перерезал в районе деревни Емельянов Мост одну из дорог, ведущую из Бобруйска на запад. В эти дни другие подразделения 1-го Белорусского фронта перерезали и другие дороги. В окружении оказались 35-й армейский и 41-й танковый корпуса противника численностью до 40 тысяч солдат и офицеров. Начался штурм Бобруйска. Батальон Кобякова наступал непосредственно на город, 28 июня 1944 года в результате ожесточённых уличных боёв пробился к железнодорожной станции и захватил её. Комбат организовал круговую оборону и удерживал станцию целые сутки. 29 июня остатки гарнизона города, предпринявшие несколько попыток прорыва, сдались в плен. Сдав станцию Бобруйск подошедшим стрелковым подразделениям, бойцы Кобякова, сев на танки 15-й гвардейской танковой бригады, устремились дальше на северо-запад. Пользуясь тем, что другие бригады корпуса вели тяжёлый бой и сковали силы вражеской 12-й танковой дивизии у деревни Лапичи на реке Свислочь, танкисты с мотострелками Кобякова умелым манёвром вышли в её тыл и отбросили подразделения противника к посёлку Червень. 2 июля 1944 года батальон гвардии майора Кобякова буквально на плечах противника ворвался в райцентр Минской области Марьина Горка и завязал уличный бой. Пока бойцы с танкистами уничтожали технику и гитлеровцев на улицах и в домах, комбат лично с несколькими автоматчиками стремительной атакой захватил мост через приток Свислочи реку Титовка и, отбиваясь от опомнившегося и наседавшего врага, разминировал его. Два часа Кобяков с подоспевшей ротой удерживал мост, отражая контратаки врага. Вскоре к неповреждённому мосту со стороны станций Пуховичи и Талька прорвались две другие танковые бригады с подразделениями 1-й гвардейской мотострелковой бригады, и объединённый вместе корпус устремился в Минск. 3 июля 1944 года 1-й гвардейский танковый корпус соединился в белорусской столице с 2-м гвардейским танковым корпусом 3-го Белорусского фронта, и Минск был полностью освобождён. Большая группировка фашистских войск восточнее Минска попала в окружении и впоследствии была частично ликвидирована и частично взята в плен.
Продолжая наступление в Белоруссии, батальон Кобякова в составе корпуса до 11 июля 1944 года участвовал в боях за населённые пункты Городея, Молчадь и способствовал овладению стрелковыми подразделениями городом Слоним.
За мужество и героизм, проявленные в Белорусской операции, гвардии майор Кобяков был в августе 1944 года удостоен звания Героя Советского Союза.
В конце июля и августе 1944 года Донской танковый корпус наступал совместно с 65-й и 28-й армиями. Мотострелкам Кобякова приходилось сражаться с гитлеровскими танками и севернее райцентра Брестской области посёлка Высокое, и в районе польских городов Соколув-Подляски и Венгрув. К концу августа подразделения корпуса вышли на северный берег реки Западный Буг и поддержали наступление стрелковых подразделений от города Брок в направлении городов Пултуск и Сероцк. 17-я гвардейская танковая и 1-я гвардейская мотострелковая бригады 4 сентября 1944 года вышли к реке Нарев в районе Пултуска, но противник успел взорвать мост. Батальон гвардии майора Кобякова немедленно приступил к сбору подручных средств и уже на рассвете следующего дня, 5 сентября 1944 года, форсировал Нарев, захватив плацдарм, удержал его и отразил 12 контратак противника, при этом уничтожил до 400 немецких солдат и офицеров, 4 танка, 9 орудий, 65 повозок и захватил в плен 27 гитлеровцев, том числе старшего немецкого офицера, за что был представлен к вторичному присвоению звания Героя Советского Союза, но был награждён орденом Суворова 3-й степени. Тогда же он стал гвардии подполковником и был назначен помощником начальника штаба 1-го гвардейского танкового корпуса, переданного в состав 2-го Белорусского фронта.
В этой должности гвардии подполковник Кобяков участвовал в Млавско-Эльбингской и Восточно-Померанской операциях, прошёл с боями от реки Нарев до подступов к городу Данциг и Балтийского моря. 23 марта 1945 года одна танковая бригада корпуса обходным манёвром вышла на южную окраину города Цоппот (Сопот, Польша), другая овладела городом Олива (ныне в черте города Гданьск, Польша), а третья — северной частью города Данциг (Гданьск), причём мотострелки умело форсировали рукав Вислы, в результате чего вражеская группировка в Померании была рассечена на части. В этот день гвардии подполковник Кобяков был направлен в Цоппот с приказом о выдвижении 17-й гвардейской танковой бригады в качестве передового отряда в западном направлении. При следовании танкисты подверглись неожиданному артиллерийскому обстрелу, который вскоре был подавлен. Но во время него один из снарядов разорвался рядом с машиной, в которой сидел Кобяков, и гвардии подполковник был ранен осколками в ногу и плечо. Он был отправлен во фронтовой госпиталь, а выписался из него уже в последние майские дни войны…
Участник Парада Победы 24 июня 1945 года на Красной площади в Москве.

### После войны
В 1948 году окончил Военную академию бронетанковых и механизированных войск имени И. В. Сталина. Служил командиром батальона курсантов Ташкентского танкового училища, с декабря 1949 — 2-го Саратовского танкового училища имени генерал-лейтенанта П. В. Волоха Приволжском военном округе. С ноября 1956 года служил в 52-м гвардейском танковом полку 6-й и 7-й гвардейских танковых дивизий: заместитель командира полка, с января 1957 — командир полка, а с сентября 1958 — заместитель командира 7-й гвардейской танковой дивизии. С декабря 1960 года командовал 12-й гвардейской танковой дивизией. 
С августа 1963 года — начальник Казанского Краснознамённого высшего танкового командного училища и одновременно начальник Казанского гарнизона. Избирался делегатом XXII, XXIV съездов КПСС, депутатом Верховного Совета ТАССР.
С июля 1975 года генерал-майор танковых войск И. Г. Кобяков — в запасе. Жил в городе Казань.
Умер 2 декабря 1993 года. Похоронен на Арском кладбище Казани.

## Воинские звания
- лейтенант (10.08.1941)
- старший лейтенант (20.07.1942)
- капитан (15.01.1943)
- майор (5.09.1943)
- подполковник (10.01.1948)
- полковник (16.10.1951)
- генерал-майор танковых войск (22.02.1963)

## Награды
- Медаль «Золотая Звезда» № 4483 Героя Советского Союза (22.08.1944);
- два ордена Ленина (27.08.1943, 22.08.1944);
- два ордена Красного Знамени (19.03.1943, 22.02.1968);
- Орден Суворова 3-й степени (01.11.1944);
- орден Отечественной войны 1-й степени (11.03.1985);
- орден Отечественной войны 2-й степени (06.12.1943);
- два ордена Красной Звезды (10.12.1942, 05.11.1954);
- Орден «За службу Родине в Вооружённых Силах СССР» 3-й степени (30.04.1975).
- Медали, в том числе:
  - медаль «За боевые заслуги» (15.11.1950);
  - медаль «В ознаменование 100-летия со дня рождения Владимира Ильича Ленина»;
  - медаль «За оборону Ленинграда»;
  - «За оборону Москвы»;
  - «За оборону Сталинграда»;
  - медаль «За победу над Германией в Великой Отечественной войне 1941—1945 гг.»;
  - юбилейная медаль «Двадцать лет Победы в Великой Отечественной войне 1941—1945 гг.»;
  - юбилейная медаль «Тридцать лет Победы в Великой Отечественной войне 1941—1945 гг.»;
  - юбилейная медаль «Сорок лет Победы в Великой Отечественной войне 1941—1945 гг.»;
  - медаль «50 лет Победы в Великой Отечественной войне 1941-1945 гг.»;
  - медаль «Ветеран Вооружённых Сил СССР»;
  - юбилейная медаль «30 лет Советской Армии и Флота»;
  - юбилейная медаль «40 лет Вооружённых Сил СССР»;
  - юбилейная медаль «50 лет Вооружённых Сил СССР»;
  - юбилейная медаль «60 лет Вооружённых Сил СССР»;
  - юбилейная медаль «70 лет Вооружённых Сил СССР»;
  - медаль «В память 250-летия Ленинграда»;
  - Медаль «За безупречную службу».

## Почётный гражданин
- Почётный гражданин города Бобруйск с 1985 года[4].
- Почётный гражданин города Марьина Горка с 1969 года.

## Память
- Именем Героя названа улица в Приволжском районе города Казань.
- Имя Героя высечено золотыми буквами в зале Славы Центрального музея Великой Отечественной войны в Парке Победы города Москва.